# Merhoye Laoumaye
Œuvres principales
L'infortunée, Les lunettes du caméléon, Le silence se tait
Merhoye Laoumaye est né, le 5 juillet 1959 à Garoua, dans la région du Nord, au Cameroun. C'est un homme de lettres et un ingénieur de profession.

## Biographie
Merhoye Laoumaye est un écrivain camerounais, avec une carrière d'ingénieur agro-socio-économiste à son actif. C'est un fonctionnaire retraité du Ministère de l'Agriculture et du Développement rural. Il continue cependant d'exercer comme Expert senior en planification et suivi-évaluation des projets et programmes de développement, notamment en Afrique de l'Est, de l'Ouest et du Centre. En parallèle, il a été formateur des responsables des ONG et des sociétés de développement en République démocratique du Congo (RDC), au Rwanda, au Congo Brazzaville, en République centrafricaine et au Tchad, entre autres. Il a également fait valoir sson expertise comme Consultant coordonnateur national des projets financés par la Banque mondiale.
Merhoye Laoumaye est l'auteur de cinq ouvrages. De l'avis d'un critique, le roman de Merhoye Laoumaye s'inscrit dans le registre des œuvres qui, sans forcément nous émerveiller, nous questionnent sur les problématiques insolubles de la condition humaine. Sa poésie quant à elle point à l'opposé de l'afro-pessimisme, tout en restant malgré tout "une poésie engagée, qui blâme et condamne, au-delà de l'apparat esthétique".

## Distinctions
- En 2025, Merhoye Laoumaye s'est vu attribuer le Laurier-Vers, comme une marque de reconnaissance pour ses talents de poète[6].

## Hommages
- Récipiendaire de la Croix de Chevalier de l'Ordre de la Valeur[4];

- récipiendaire de la Médaille des Ordres nationaux[2];

- récipiendaire des médailles du travail : Argent - Vermeille - Or;

- récipiendaire d'une médaille de Chevalier du mérite camerounais.

## Œuvres
- L'infortunée, roman (2017)[3];

- Les lunettes du caméléon, nouvelles (2017)[7];

- Le tourniquet, nouvelles (2017) [8];

- Le silence se tait, poésie (2017)[5];

- La cloche et le tympan, poésie (2017)[9].